# Yakarawakta
Os yakarawakta são um povo indígena isolado que vive entre os rios Juruena e Aripuanã, no município de Aripuanã, no estado do Mato Grosso, no Brasil. Foram registrados na Terra Indígena Escondido, no município de Cotriguaçu, onde vive o povo rikbaktsa, que os chamam de Yakara Wakt, que significa "moradores do mato".
A língua yakarawakta provavelmente é relacionada à língua apiacá, uma língua tupi-guarani ameaçada de extinção. É provável também que os yakarawakta sejam um subgrupo do povo apiacá.
Nos anos 70, o padre Balduíno Loebens tentou contato, e em 1986, a colonizadora Cotriguaçu os encontrou. Ainda hoje isolados, a terra indígena em que os yakarawakta vivem é atualmente ameaçada por invasões de madeireiros e outros grupos extrativistas da região. Além disso, o governo prevê a construção de algumas usinas hidrelétricas pelo Rio Juruena que podem impactar o curso dos rios que esses povos utilizam para o abastecimento.